# بتشاشرة عليا (نو أباد)
بتشاشرة عليا (بالفارسية: بچاچره علیا) هي قرية تقع في إيران في قسم نو أباد الريفي. يقدر عدد سكانها بـ 32 نسمة .